# Cassia cuthbertsonii
Cassia cuthbertsonii är en ärtväxtart som beskrevs av Ferdinand von Mueller. Cassia cuthbertsonii ingår i släktet Cassia och familjen ärtväxter. Inga underarter finns listade i Catalogue of Life.